# Nicolás Bravo 5ta. Sección
Nicolás Bravo 5ta. Sección är en ort i Mexiko.   Den ligger i kommunen Paraíso och delstaten Tabasco, i den sydöstra delen av landet, 600 km öster om huvudstaden Mexico City. Nicolás Bravo 5ta. Sección ligger 11 meter över havet och antalet invånare är 1 289.
Terrängen runt Nicolás Bravo 5ta. Sección är mycket platt. Runt Nicolás Bravo 5ta. Sección är det ganska tätbefolkat, med 172 invånare per kvadratkilometer. Närmaste större samhälle är Comalcalco, 10,2 km väster om Nicolás Bravo 5ta. Sección. Trakten runt Nicolás Bravo 5ta. Sección består till största delen av jordbruksmark.